# Шринагарская соборная мечеть

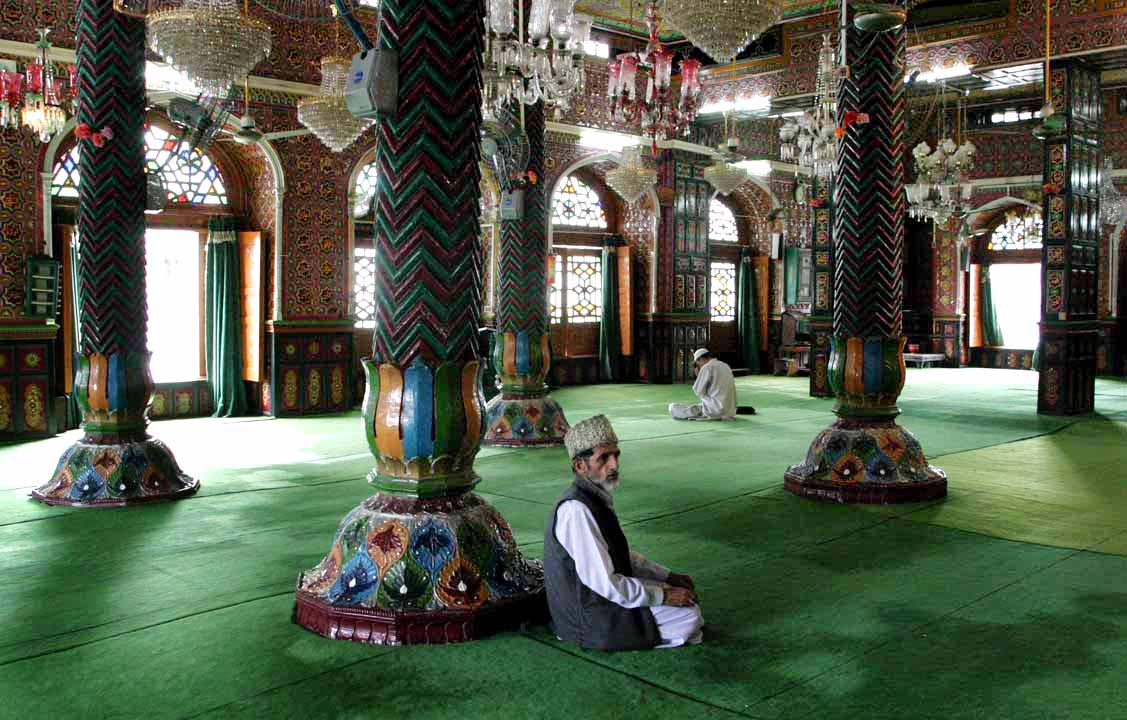
Внутренний вид молитвенного зала

Шринагарская соборная мечеть или Сринагарская соборная мечеть — мечеть в Шринагаре, Джамму и Кашмир, Индия.

## Архитектура и история
Расположена в середине старого города. Построена султаном Кашмира Сикандар-шахом I в 1400 году. Позже сын Сикандар-шаха Зайн аль-Абидин-шах расширил мечеть. Памятник индо-сарацинского стиля, великолепный внутренний двор и ряд из 370 деревянных, резных и богато украшенных столбов.
Другая особенность мечети — мир и спокойствие в ней, выделяясь на фоне суеты старых базаров вокруг неё. Тысячи мусульман собираются в мечети каждую пятницу, чтобы вознести свои молитвы Всевышнему.
Мечеть трижды горела в огне и восстанавливалась каждый раз. Последнее восстановление было выполнено во время правления махараджи Пратапа Сингха.